# Effectif actuel des Firebirds de Coachella Valley
 (mai 2025).
| No    | Nom                   | Nat. | Position       | Arrivée |
| ----- | --------------------- | ---- | -------------- | ------- |
| +001, | Shane Starrett        |      | Gardien de but |         |
| +030, | Callum Booth          |      | Gardien de but |         |
| +032, | Christopher Gibson    |      | Gardien de but |         |
| +035, | Joey Daccord          |      | Gardien de but |         |
| +002, | Jake McLaughlin       |      | Défenseur      |         |
| +006, | Peetro Seppälä        |      | Défenseur      |         |
| +008, | Matt Tennyson         |      | Défenseur      |         |
| +025, | Brogan Rafferty       |      | Défenseur      |         |
| +041, | Ryker Evans           |      | Défenseur      |         |
| +044, | Jimmy Schuldt         |      | Défenseur      |         |
| +007, | David Cotton          |      | Centre         |         |
| +010, | Luke Henman           |      | Centre         |         |
| +011, | Alexander True        |      | Centre         |         |
| +012, | Tye Kartye            |      | Ailier gauche  |         |
| +014, | Austin Poganski       |      | Ailier droit   |         |
| +015, | John Hayden           |      | Ailier droit   |         |
| +016, | Kole Lind             |      | Ailier droit   |         |
| +017, | Max McCormick – C     |      | Ailier gauche  |         |
| +018, | Carsen Twarynski      |      | Ailier gauche  |         |
| +019, | Cameron Hughes        |      | Ailier gauche  |         |
| +020, | Eddie Wittchow        |      | Ailier droit   |         |
| +021, | Ian McKinnon          |      | Centre         |         |
| +022, | Andrew Poturalski – A |      | Centre         |         |
| +028, | Jesper Froden         |      | Ailier droit   |         |
| +033, | Ville Petman          |      | Centre         |         |